# Sindromul imunității (Star Trek: Seria originală)
Sindromul imunității (The Immunity Syndrome) este un episod din sezonul al II-lea al Star Trek: Seria originală care a avut premiera la 19 ianuarie 1968.

## Prezentare
Membrii echipajului navei Enterprise întâlnesc o creatură spațială care se hrănește cu energie.